# 먹대가리바다뱀
먹대가리바다뱀(학명: Hydrophis melanocephalus 히드로피스 멜라노케팔루스[*])은 코브라과 먹대가리바다뱀속의 일종이다. 강한 신경독을 가지고 있지만 온순한 편이다. 한국에서는 제주도와 부산에서 포획된 바가 있으며, 그 외에는 남중국해, 일본열도, 대만, 호주, 뉴기니 일대에서 발견된다.